# バーノン郡 (ミズーリ州)
バーノン郡（英: Vernon County）は、アメリカ合衆国ミズーリ州の西部に位置する郡である。2010年国勢調査での人口は21,159人であり、2000年の20,454人から3.4％増加した。郡庁所在地はネバダ市（人口8,386人）であり、同郡で人口最大の都市でもある。バーノン郡は1855年2月27日に組織化され、郡名はミズーリ州上院議員を務め、ニューオーリンズの戦いに参加したマイルス・バーノン大佐（1786年-1867年）に因んで名付けられた。

## 歴史
バーノン郡は南北戦争の間にかなりの損失を被った。1863年5月23日、郡庁舎はネバダの町全体と共に北軍兵に焼かれた。現在の郡庁舎は1908年建設のものである。同年、北軍トマス・ユーイング・ジュニア将軍の悪名高い一般命令書第11号によって住民が完全に居なくなった州内4郡の1つとなった。住民の大半は南北戦争が終わった1865年5月まで、故郷に戻ることを許されなかった。

## 地理
アメリカ合衆国国勢調査局に拠れば、郡域全面積は837.04平方マイル (2,167.9 km2)であり、このうち陸地833.95平方マイル (2,159.9 km2)、水域は3.09平方マイル (8.0 km2)で水域率は0.37％である。

### 主要高規格道路
- アメリカ国道54号線
- アメリカ国道71号線
- ミズーリ州道43号線

### 隣接する郡
- ベイツ郡 - 北
- セントクレア郡 - 北東
- シーダー郡 - 東
- バートン郡 - 南
- クロウフォード郡 (カンザス州) - 南西
- バーボン郡 (カンザス州) - 西
- リン郡 (カンザス州) - 北西

## 人口動態
以下は2000年の国勢調査による人口統計データである。
| 基礎データ - 人口: 20,454人 - 世帯数: 7,966 世帯 - 家族数: 5,432 家族 - 人口密度: 9人/km2（24人/mi2） - 住居数: 8,872軒 - 住居密度: 4軒/km2（11軒/mi2） 人種別人口構成 - 白人: 96.99% - アフリカン・アメリカン: 0.61% - ネイティブ・アメリカン: 0.79% - アジア人: 0.31% - 太平洋諸島系: 0.03% - その他の人種: 0.31% - 混血: 0.95% - ヒスパニック・ラテン系: 0.84% 年齢別人口構成 - 18歳未満: 26.6% - 18-24歳: 9.2% - 25-44歳: 25.4% - 45-64歳: 22.5% - 65歳以上: 16.3% - 年齢の中央値: 37歳 - 性比（女性100人あたり男性の人口） - 総人口: 93.5 - 18歳以上: 88.0 | 世帯と家族（対世帯数） - 18歳未満の子供がいる: 32.2% - 結婚・同居している夫婦: 55.3% - 未婚・離婚・死別女性が世帯主: 9.6% - 非家族世帯: 31.8% - 単身世帯: 28.1% - 65歳以上の老人1人暮らし: 13.0% - 平均構成人数 - 世帯: 2.44人 - 家族: 2.97人 収入と家計 - 収入の中央値 - 世帯: 30,021米ドル - 家族: 37,714米ドル - 性別 - 男性: 28,182米ドル - 女性: 19,026米ドル - 人口1人あたり収入: 15,047米ドル - 貧困線以下 - 対人口: 14.9% - 対家族数: 10.1% - 18歳未満: 20.3% - 65歳以上: 13.3% |

## 教育
郡内の高等教育機関には次のものがある。
- コティ・カレッジ、私立2年制女子コミュニティカレッジ、ネバダ市[5]

## 都市と町
| - ブロノー - ディアフィールド - ハーウッド | - ホートン - メッツ - ミロ | - マウンドビル - ネバダ - 郡庁所在地 - リチャーズ | - シェルシティ - シェルドン - ストーツベリー | - ウォーカー |

## 政治

### 地方
バーノン郡の地方レベルでは民主党が大半の政治を支配しており、郡の選挙で選ばれる役職は3人を除いて独占している。

#### 2008年大統領予備選挙
2008年の大統領予備選挙で、バーノン郡は二大政党の候補者をどちらも州全体と全国で二位に終わった者を選んだ。民主党の予備選挙ではヒラリー・クリントンが1位となり、共和党予備選挙で各候補が得た票数よりも多かった。